# (6076) Плавец
(6076) Плавец (лат.  Plavec) — астероид главного пояса, который был открыт 14 февраля 1980 года словацким астрономом Ладиславом Брожеком в обсерватории Клеть и назван в честь выдающегося чешского и американского астронома Мирослава Плавеца.